# Freemuse
Freemuse, en forme longue Freedom of musical expression (en français : « liberté d'expression musicale »), est une organisation non gouvernementale fondée en 1998, associée à l'Unesco, dont l'objet est de recenser les atteintes à la liberté d'expression musicale (censure, arrestations arbitraires, etc.).

## Historique
L'ONG est fondée en 1998 par le journaliste danois Ole Reitov,. Elle vise à défendre les musiciens et leur liberté d'expression, à l'image de Reporters sans frontières pour les journalistes et du PEN club pour les écrivains.
Dans le cadre de la Convention sur la protection et la promotion de la diversité des expressions culturelles, Freemuse est associée au Conseil international de la musique de l'Organisation des Nations unies pour l'éducation, la science et la culture (Unesco).
En 2010, l'ONG produit avec la chanteuse norvégienne Deeyah Khan l'album Listen to the Banned qui met en exergue une dizaine de musiciens censurés.
L'association compte en 2013 six salariés, dont la moitié à plein temps.
Freemuse produit un rapport annuel ; le rapport de 2019 répertorie ainsi 673 cas de violations de la liberté artistique, au sein de 80 pays. Le siège de l'organisation est situé à Copenhague au Danemark.